# Fonction étagée
En mathématiques et en analyse :
- Une fonction simple est une fonction numérique dont l'image est constituée d'un nombre fini de valeurs réelles (ou éventuellement complexes) ;
- Une fonction étagée est une fonction simple définie sur un espace mesurable et qui est elle-même une fonction mesurable ;
- Une fonction en escalier est une fonction étagée définie sur l’ensemble des réels et dont les valeurs (réelles) sont constantes sur des intervalles : ce sont donc des fonctions constantes par morceaux.

Dans les trois acceptions, chacune de ces fonctions peut s'exprimer comme une combinaison linéaire (donc finie) de fonctions caractéristiques.
Ces fonctions jouent un rôle important en théorie de l'intégration :
- les fonctions étagées pour l'intégrale de Lebesgue ;
- les fonctions en escalier pour l'intégrale de Riemann et de Kurzweil-Henstock.

## Propriété caractéristique commune
Propriété — Une fonction est simple si et seulement si elle est combinaison linéaire de fonctions caractéristiques.
Pour les fonctions simples (respectivement étagée, en escalier), les propriétés suivantes découlent de la définition et de la propriété précédente :
- Une fonction simple est une combinaison linéaire de fonctions caractéristiques de la forme

{\displaystyle f(x)=\sum _{k=1}^{n}a_{k}\ {\mathbf {1} }_{A_{k}}(x)}
où {\displaystyle A_{1},\dots ,A_{n}} est une suite finie d'ensembles et {\displaystyle a_{1},\dots ,a_{n}} est une suite finie de valeurs dans {\displaystyle \mathbb {R} } (ou {\displaystyle \mathbb {C} }).
- Parmi les diverses représentations possibles exprimées à l'aide de la relation précédente, il en existe une particulière (qualifiée de canonique) pour laquelle[1]
  - les ensembles {\displaystyle A_{k}} sont deux à deux disjoints,
  - les valeurs {\displaystyle a_{k}} sont distinctes et non nulles,
  - {\displaystyle n=0} si et seulement si {\displaystyle f=0}.
- La somme ou le produit de deux fonctions simples, ou encore le produit d'une fonction simple par un réel (ou un complexe) sont toujours des fonctions simples.
- L'ensemble des fonctions simples constitue une {\displaystyle \mathbb {R} } (ou {\displaystyle \mathbb {C} })-algèbre commutative, et a fortiori un espace vectoriel.
- Pour une fonction étagée, donc mesurable et définie sur un espace mesurable {\displaystyle (X,{\mathcal {A}},\mu )}, les ensembles {\displaystyle A_{k}} de la représentation canonique sont mesurables.

## Densité des fonctions étagées
Théorème — 
1. Toute fonction mesurable positive est limite simple d'une suite croissante de fonctions étagées positives.
2. Toute fonction mesurable est limite simple de fonctions étagées.
3. Toute fonction mesurable bornée est limite uniforme de fonctions étagées.

## Intégration d'une fonction étagée
En théorie de la mesure, définir l'intégrale d'une fonction étagée positive est l'une des premières étapes conduisant à la définition de l'intégrale par rapport à une mesure positive.
Soit {\displaystyle (X,{\mathcal {A}},\mu )} un espace mesuré. Pour tout {\displaystyle A\in {\mathcal {A}},} on définit
{\displaystyle \int _{X}1_{A}\,d\mu =\mu (A).}
Pour une fonction étagée positive {\displaystyle f=\sum _{k=1}^{n}a_{k}\mathbf {1} _{A_{k}},} la linéarité de l'intégrale impose la relation suivante :
{\displaystyle \int _{X}f\,d\mu =\sum _{k=1}^{n}a_{k}\mu (A_{k}).}
Pour accorder à cette relation le statut de définition, il convient de s'assurer de sa consistance en vérifiant que l'intégrale d'une fonction étagée positive est indépendante de sa représentation sous forme de combinaison linéaire de fonctions caractéristiques.
On vérifie ensuite que cette application {\displaystyle \int } est linéaire, et qu'elle est croissante (si {\displaystyle f\leq g} alors {\displaystyle \int _{X}f\,d\mu \leq \int _{X}g\,d\mu } ) dès que {\displaystyle \mu } est une mesure positive.
Dans le cas particulier où {\displaystyle X} est un segment réel muni de la mesure de Lebesgue, {\displaystyle \int } est définie en particulier sur les fonctions en escalier, et satisfait la relation de Chasles.

### Intégrale d'une fonction en escalier sur un segment
Les fonctions étagées sont à la théorie de l'intégration de Lebesgue ce que les fonctions en escalier sont à l'intégration de Riemann ou de Kurzweil-Henstock.
Par exemple, dans le cas particulier où {\displaystyle A_{1},\dots ,A_{n}} sont des intervalles contigus de même longueur {\displaystyle \Delta }, et où les {\displaystyle a_{i}} sont les évaluations d'une fonction {\displaystyle g} au centre des intervalles {\displaystyle A_{i}}, l'expression {\displaystyle I_{n}=\Delta \sum _{i=1}^{n}a_{i}} est un cas particulier de somme de Riemann.
Généralement présentées sur un intervalle donné, les fonctions en escaliers peuvent être prolongées par 0 sur {\displaystyle \mathbb {R} } entier, ce qui permet de s'affranchir de l'intervalle et de considérer un unique ensemble de fonctions.